# سانتیاگو، دماغه سبز
سانتیاگو، کیپ ورد (به لاتین: Santiago, Cape Verde) یک جزیره در کیپ ورد است که در اقیانوس اطلس واقع شده‌است.

## خصوصیات
سانتیاگو ۲۷۲٬۳۱۲ نفر جمعیت دارد و ۱٬۳۹۴ متر بالاتر از سطح دریا واقع شده‌است.